# Обратная вилочка

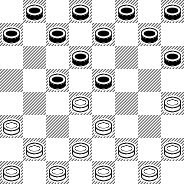
Табия дебюта

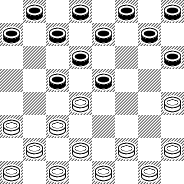
Позиция с другой обратной вилочкой

Обратная вилочка — дебют в русских шашках. Это дебют «вилочка», разыгранный за черных с минус темпом: 1.gh4 bc5. 2. cd4 fe5 — и получилась характерная позиция с выбором боя, напоминающая вилку. Разница в плюс темп позволяет перестроить игру так, что возникает другая «вилочка». Маркиэл Фазылов в комментариях к партии А. Кандауров — М. Фазылов, Чемпионат СССР, 1988, начавшаяся «обратной вилочкой», пишет: «Другое видоизменение 1.gh4 fe5. 2. ed4 bc5 следует отнести также к „Обратной вилочке“, хотя в литературе оно рассматривается как отказанные системы „Игры Филиппова“» (Фазылов, «Мои избранные партии», С. 84)
Название дебюта предложил Вячеслав Константинович Лисенко в книге «Первая книга шашиста: Курс дебютов и принципы позиции» (1926), с. 185 (наряду с названием «вилочка», с. 181).